# Mesocyclops arcanus
Mesocyclops arcanus is een eenoogkreeftjessoort uit de familie van de Cyclopidae. De wetenschappelijke naam van de soort is voor het eerst geldig gepubliceerd in 1995 door Defaye.